# 見っけ
『見っけ』（みっけ）は、日本のロックバンド・スピッツの通算16作目のオリジナルアルバム。2019年10月9日にユニバーサルJより発売された。

## 概要
前作『醒めない』から3年2か月ぶり、通算16作目となるオリジナル・アルバム作品である。前作同様に複数形態での発売となり、初回限定盤（SHM-CD＋BDまたはDVD）、通常盤（CD）、アナログ盤（2LP 12inch+7inch）、デラックスエディションSpitzbergen会員限定盤（2SHM-CD＋1BDまたは1DVD）の全6形態で展開される。ジャケットカバーのモデルは生越千晴。
「優しいあの子」のカップリング曲だった「悪役」は未収録。スピッツのアルバムでシングルに収録された曲が未収録になるのは、『とげまる』以来3作ぶりである。
スポット映像も製作され、音尾琢真が4匹の日本スピッツ（宮城県在住の一般人宅で飼われている4兄妹）を海辺で散歩させながら「優しいあの子」を口ずさむという内容になっている。
2019年11月～2020年1月にアリーナツアー、2020年3月～7月にホールツアーが行うことが決定していたが、新型コロナウイルスの影響でホールツアーが延期に。その後ホールツアー全公演の中止決定後、2021年6月～9月に新たに「NEW MIKKE」と冠したアリーナツアーを行うことが決定した。結果的にツアー全公演がアリーナ会場となった初のオリジナルアルバムである。

## 収録内容

### DISC 1
| 全作詞・作曲: 草野正宗。 |                               |           |            |                       |      |
| #                        | タイトル                      | 作詞      | 作曲・編曲 | 編曲                  | 時間 |
| 1.                       | 「見っけ」                    | 草野正宗  | 草野正宗   | スピッツ & 亀田誠治   | 3:08 |
| 2.                       | 「優しいあの子」              | 草野正宗  | 草野正宗   | スピッツ & 亀田誠治   | 3:24 |
| 3.                       | 「ありがとさん」              | 草野正宗  | 草野正宗   | スピッツ & 亀田誠治   | 4:11 |
| 4.                       | 「ラジオデイズ」              | 草野正宗  | 草野正宗   | スピッツ & 亀田誠治   | 4:29 |
| 5.                       | 「花と虫」                    | 草野正宗  | 草野正宗   | スピッツ & 亀田誠治   | 3:49 |
| 6.                       | 「ブービー」                  | 草野正宗  | 草野正宗   | スピッツ & 亀田誠治   | 2:53 |
| 7.                       | 「快速」                      | 草野正宗  | 草野正宗   | スピッツ & 亀田誠治   | 3:07 |
| 8.                       | 「YM71D」                     | 草野正宗  | 草野正宗   | スピッツ & 亀田誠治   | 4:07 |
| 9.                       | 「はぐれ狼」                  | 草野正宗  | 草野正宗   | スピッツ & 亀田誠治   | 3:46 |
| 10.                      | 「まがった僕のしっぽ」        | 草野正宗  | 草野正宗   | スピッツ & 亀田誠治   | 4:47 |
| 11.                      | 「初夏の日」                  | 草野正宗  | 草野正宗   | スピッツ & 亀田誠治   | 4:00 |
| 12.                      | 「ヤマブキ」                  | 草野正宗  | 草野正宗   | スピッツ & クジヒロコ | 3:01 |
| 13.                      | 「ブランケット」(Bonus Track) | 草野正宗  | 草野正宗   | スピッツ              | 3:49 |
| 合計時間:                | 合計時間:                     | 合計時間: | 48:31      |                       |      |

### 楽曲解説
1. 見っけ
本作のタイトルチューン。
NTT東日本 「あなたの夢は、みんなの夢」篇、「日々を守る」篇CMソング[9]。
NTT西日本 「あしたを守る」篇CMソング。
MVが作られており、DISC2に収録されている。
「SPITZ JAMBOREE TOUR 2019-2020 MIKKE」「SPITZ JAMBOREE TOUR 2021 NEW MIKKE」のいずれの公演でも1曲目として披露された。
2. 優しいあの子
先行シングルとなる42ndシングル。
NHK連続テレビ小説『なつぞら』主題歌[10][11]。
3. ありがとさん
MVは曲名にちなんで、「ありがと(10)さん(3)」の日ということで10月3日に公式チャンネルで公開された。MVに出てくる金魚の名前は、「レディオのみなさん　ありがとさん」企画でRNC西日本放送  「さわやかラジオおはようハイタッチ」（10月8日放送）に出演した際、メンバーによって『かまたま』と命名された[12]。
4. ラジオデイズ
JFN4局（TOKYO FM、FM AICHI、FM OH!、FM FUKUOKA）合同50周年アニバーサリーソング[13][14]。
5. 花と虫
2022年10月19日に発売されたライブ映像作品「SPITZ JAMBOREE TOUR 2021 "NEW MIKKE"」の初回限定盤特典のCDにBonusTrackとしてゲネプロの音源が収録されている。
6. ブービー
こちらも「花と虫」同様、「SPITZ JAMBOREE TOUR 2021 "NEW MIKKE"」の初回限定盤特典のBonusTrackとしてゲネプロ音源が収録されている。
7. 快速
バッキングボーカルにCzecho No Republicのタカハシマイを招いている[15]。
8. YM71D
インタビュアーの質問に対し、草野が｢ヤメナイデ｣でも「ワイエムナナイチディー」でも好きに読めばいいと発言している。また、山下達郎の「SPARKLE」のような曲を作りたいと思ったとも語っており、仮タイトルは山下達郎のイニシャルを取って「Y&T」[16]。
9. はぐれ狼
10. まがった僕のしっぽ
仮タイトルは「プログレ」[17]｡曲中のハンドクラップはメンバー全員と野木弾介によってである。
11. 初夏の日
2005年に行われたツアー「SPITZ JAMBOREE TOUR “あまったれ2005”」の京都会館第一ホール公演で初披露され、その後のツアーでも京都の会場でのみ披露されていた楽曲[18]。14年越しに今作で初音源化された。
12. ヤマブキ
2018年に行われたファンクラブ「Spitzbergen」会員限定公演「GO!GO!SCANDINAVIA VOL.7」で新曲として披露されていた楽曲で、後述のデラックスエディション Spitzbergen会員限定盤CDにその模様が収録されている。
13. ブランケット
平井堅に提供した楽曲（『Ken Hirai Singles Best Collection 歌バカ2』のSpecial Disc「歌バカだけに」収録）のセルフカバー。初回限定盤、アナログ盤、デラックスエディション Spitzbergen会員限定盤のみ収録。

### DISC 2（初回限定盤・デラックスエディション Spitzbergen会員限定盤映像）
| #  | タイトル | 作詞 | 作曲・編曲 |
| -- | --- | ---- | ---------- |
| 1. | 「ありがとさん -Music Video-」 |      |            |
| 2. | 「優しいあの子 -Music Video-」 |      |            |
| 3. | 「見っけ -Music Video-」 |      |            |
| 4. | 「オフショットムービー in FRANCE」                                                                                                  |      |            |
| 5. | 「『ありがとさん』Music Video 撮影メイキング映像 + メンバーメッセージ映像」(デラックスエディション Spitzbergen会員限定盤のみ収録。) |      |            |

### アナログ盤
| #  | タイトル         | 作詞 | 作曲・編曲 |
| -- | ---------------- | ---- | ---------- |
| 1. | 「見っけ」       |      |            |
| 2. | 「優しいあの子」 |      |            |
| 3. | 「ありがとさん」 |      |            |
| 4. | 「ラジオデイズ」 |      |            |
| 5. | 「花と虫」       |      |            |
| 6. | 「ブービー」     |      |            |

| #  | タイトル               | 作詞 | 作曲・編曲 |
| -- | ---------------------- | ---- | ---------- |
| 1. | 「快速」               |      |            |
| 2. | 「YM71D」              |      |            |
| 3. | 「はぐれ狼」           |      |            |
| 4. | 「まがった僕のしっぽ」 |      |            |
| 5. | 「初夏の日」           |      |            |
| 6. | 「ヤマブキ」           |      |            |

| #  | タイトル         | 作詞 | 作曲・編曲 |
| -- | ---------------- | ---- | ---------- |
| 1. | 「ブランケット」 |      |            |

### DISC 3（デラックスエディション Spitzbergen会員限定盤CD）
Live at Zepp Tokyo 13th Oct, 2018「GO!GO!SCANDINAVIA VOL.7」
| #   | タイトル                                                     | 作詞 | 作曲・編曲 |
| --- | ------------------------------------------------------------ | ---- | ---------- |
| 1.  | 「船乗り」                                                   |      |            |
| 2.  | 「えにし」                                                   |      |            |
| 3.  | 「あかさたな」                                               |      |            |
| 4.  | 「ハチの針」                                                 |      |            |
| 5.  | 「MC 1」                                                     |      |            |
| 6.  | 「インディゴ地平線」                                         |      |            |
| 7.  | 「ババロア」                                                 |      |            |
| 8.  | 「MC 2」                                                     |      |            |
| 9.  | 「恋のバカンス」(ザ・ピーナッツのカバー。ボーカル・﨑山龍男) |      |            |
| 10. | 「桃」                                                       |      |            |
| 11. | 「サンシャイン」                                             |      |            |
| 12. | 「ヤマブキ（GO!スカVersion）」                               |      |            |

## 演奏
全曲（特記以外）
- 草野マサムネ：Vocals, Guitars,Hand Clap(10)
- 三輪テツヤ：Guitar, Hand Clap(10)
- 田村明浩：Bass Guitar, Hand Clap(10)
- 﨑山龍男：Drums, Percussion(2,6,11), Hand Clap(10)

見っけ
- 豊田泰孝：Programming

優しいあの子
- 斎藤有太：Organ
- 藤田乙比古:French Horn
- 大東周:French Horn
- 豊田泰孝：Programming

ありがとさん
- 皆川真人：Acoustic Piano
- 豊田泰孝：Programming

ラジオデイズ
- 豊田泰孝：Programming

花と虫
- 豊田泰孝：Programming

ブービー
- 斎藤有太：Acoustic Piano
- 豊田泰孝：Programming

快速
- タカハシマイ（Czecho No Republic）：Voice＆Background Vocal
- 豊田泰孝：Programming

YM71D
- 豊田泰孝：Programming

まがった僕のしっぽ
- 斎藤有太：Organ
- 池田若菜：Flute
- 亀田誠治：Hand Clap
- 野木弾介：Hand Clap

初夏の日
- 豊田泰孝：Programming

ヤマブキ
- クジヒロコ：Keyboards

## チャートと売上
| チャート（2019年）              | 最高 順位 |
| ------------------------------- | --------- |
| Billboard Japan Hot Albums      | 2         |
| Billboard Japan Top Album Sales | 2         |
| Billboard Japan Download Albums | 3         |
| オリコン週間アルバムチャート    | 2         |

| チャート（2019年）              | 順位 |
| ------------------------------- | ---- |
| Billboard Japan Hot Albums      | 33   |
| Billboard Japan Download Albums | 39   |
| オリコン年間アルバムチャート    | 30   |

### 認定とセールス
| 国/地域                                             | 認定     | 認定/売上数                         |
| --------------------------------------------------- | -------- | ----------------------------------- |
| 日本 (RIAJ)                                         | ゴールド | 141,000（フィジカルCD）（オリコン） |
| 日本 (RIAJ)                                         | N/A      | 13,800（デジタル配信）（オリコン）  |
| * 認定のみに基づく売上数 ^ 認定のみに基づく出荷枚数 |          |                                     |